# Ministro Zenteno (1896)
El Ministro Zenteno fue un crucero protegido de la Armada de Chile.

## Construcción y diseño

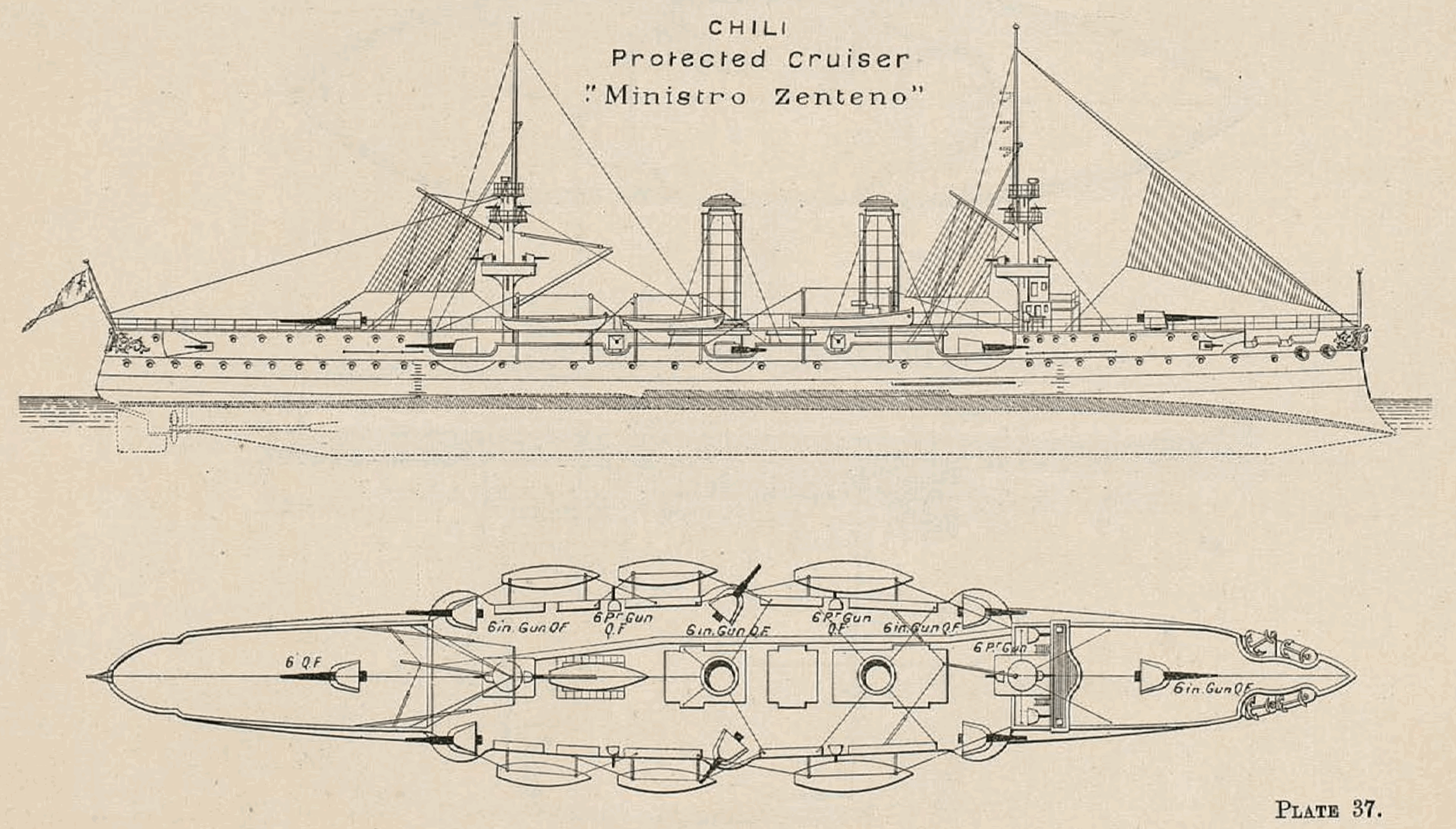
Planos del Ministro Zenteno

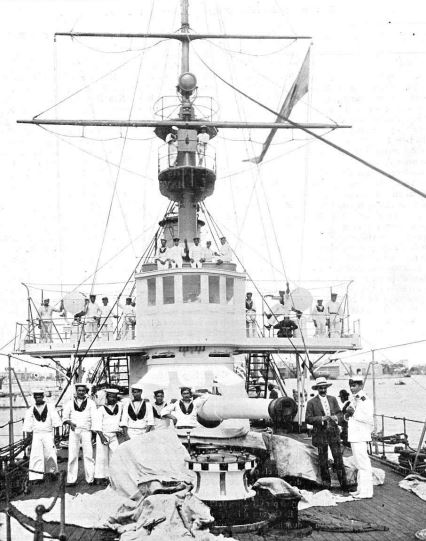
Puente de mando del Ministro Zenteno en 1907 durante una visita a Barcelona, España.

En noviembre de 1894, el gobierno brasileño encargó tres cruceros protegidos al astillero británico Armstrong, Mitchell & Company. El primero de estos barcos fue puesto en grada el 6 de mayo de 1895 en el astillero de Armstrong en Elswick, pero las dificultades financieras hicieron que la primera entrega del barco se retrasara, y en su lugar fue vendido al gobierno chileno en septiembre de 1895. En un principio, el barco se llamaría Chacabucu, pero fue botado con el nombre de Ministro Zenteno el 1 de febrero de 1896. El trabajo continuó para Brasil en los dos barcos restantes, con otro crucero ordenado con el mismo diseño para reemplazar al Ministro Zenteno, pero solo uno, el Almirante Barroso, fue operado por Brasil, con los otros dos barcos, Amazonas (más tarde USS New Orleans) y Almirante Abreu (más tarde USS Albany), comprados por la Armada de los Estados Unidos en vísperas de la Guerra Hispano-Estadounidense de 1898.
El Ministro Zenteno tenía 108,00 metros (354 pies 4 pulgadas) de largo y 100,58 metros (330 pies) entre perpendiculares , con una manga de 43 pies 9 pulgadas (13,34 m) y un calado de 5,14 metros (16 pies 10 pulgadas). El desplazamiento era de 3.473 toneladas largas (3.529 t). Cuatro calderas alimentaban con vapor a dos máquinas de vapor verticales de triple expansión con una potencia total de 7.500 caballos de fuerza indicados (5.600 kW) con tiro forzado y 6.500 caballos de fuerza indicados (4.800 kW) con tiro natural, para dar una velocidad de 20,25 nudos (23,30 mph; 37,50 km/h) con tiro forzado.
Como crucero protegido, los elementos vitales del barco estaban protegidos por una cubierta arqueada de acero que cubría toda su longitud con 89 mm de espesor en las pendientes y 32 mm en la parte horizontal de la cubierta. La torre de mando del barco estaba protegida por 100 mm de blindaje. El armamento principal del barco consistía en ocho cañones de 6 pulgadas (152 mm) de tiro rápido de calibre 45, con dos a proa y popa en la línea central del barco, y tres en cada bao. El armamento secundario era de diez cañones de 6 libras (57 mm) y cuatro cañones de 3 libras (47 mm). El barco estaba equipado con tres tubos lanzatorpedos de 18 pulgadas (450 mm), uno fijo en la proa y los otros dos en montajes giratorios en el costado del barco.

## Historial de servicio

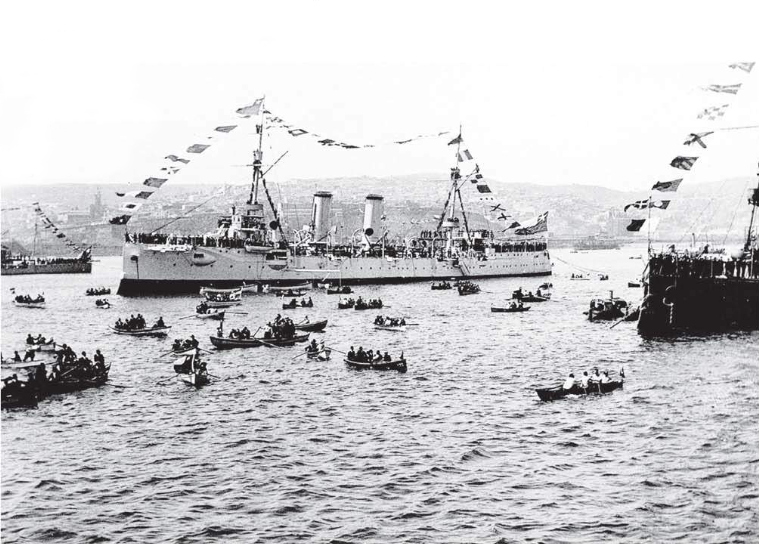
El Ministro Zenteno en la revista naval de 1910 del Centenario de Chile

El Ministro Zenteno asistió a la Conferencia Panamericana en México en 1901.
En 1907 zarpó de Valparaíso en un crucero de entrenamiento con destino a Punta Arenas, Bahía, La Guaira, Bermudas, Hampton Roads, Annapolis, Newport, Plymouth, Brest, El Ferrol, Lisboa, Argel, Malta, Spezia, Génova, Barcelona, Cartagena, Gibraltar, Santa Cruz de Tenerife, Río de Janeiro, Buenos Aires, Puerto Madryn, Punta Arenas, Puerto Montt, Talcahuano y de regreso a Valparaíso el 8 de diciembre de 1907.